# Gotha Go 150
 (janvier 2025).
Si vous disposez d'ouvrages ou d'articles de référence ou si vous connaissez des sites web de qualité traitant du thème abordé ici, merci de compléter l'article en donnant les références utiles à sa vérifiabilité et en les liant à la section « Notes et références ».
Dimensions
Le Gotha Go 150 est un avion de sport bimoteur construit pour participer à des compétitions (il en a d'ailleurs gagné plusieurs) et battre des records. Il est créé en 1936. En 1939, il bat le record du monde d'altitude en avion monoplace, avec 8 048 mètres d'altitude.